# (2035) Stearns
(2035) Stearns es un asteroide perteneciente al grupo de los asteroides que cruzan la órbita de Marte descubierto el 21 de septiembre de 1973 por James Gibson desde el observatorio El Leoncito, Argentina.

## Designación y nombre
Stearns se designó inicialmente como 1973 SC.
Más tarde fue nombrado por el astrónomo estadounidense Carl Leo Stearns (1892-1972).

## Características orbitales
Stearns orbita a una distancia media del Sol de 1,884 ua, pudiendo acercarse hasta 1,636 ua y alejarse hasta 2,132 ua. Su inclinación orbital es 27,75° y la excentricidad 0,1316. Emplea en completar una órbita alrededor del Sol 944,6 días.
Stearns forma parte del grupo asteroidal de Hungaria.